# Frontera entre Moçambic i Zàmbia
La frontera entre Moçambic i Zàmbia és la línia de 419 km de longitud en sentit oest-est que separa l'est del sul de Zàmbia, província Oriental de la província de Tete a Moçambic. S'estén entre el trifini Zàmbia-Moçambic a l'oest, per on passa el riu Zambezi, i el trifini dels dos estats amb Malawi, pràxima a Chipata (Zàmbia).
Zàmbia (antiga Rhodèsia del Nord) va formar per de Nyasalàndia (avui Malawi), junt amb Rhodèsia del Sud (avui Zimbabwe), des de 1953. La Federació de Nyasalàndia es va desfer en 1963 i en 1964 es va independitzar Zàmbia. Moçambic va obtenir la seva independència de Portugal en 1975. Aquests esdeveniments marcaren l'oficialització d'aquesta frontera.